# Estação Universidad Rey Juan Carlos
Universidad Rey Juan Carlos é uma estação da Linha 12 do Metro de Madrid.